# Charles Dejean
Charles Dejean, né le 7 février 1888 à Montclar et mort le 23 janvier 1975 à Montpellier, est un chirurgien ophtalmologiste français, professeur à la faculté de médecine de Montpellier.

## Biographie
Charles Dejean nait à Montclar le 7 février 1888 dans un petit village de l'Aveyron.
Son père Joseph Dejean est Maire de Montclar, où il exerce la fonction de Notaire de père en fils. Sa mère Laure de Faramond de Montels est originaire de Tellières à Faussergues (Tarn). Son oncle maternel Maurice de Faramond est écrivain.
Charles Dejean s'oriente vers des études de Médecine. Reçu à l'École de la Santé de la Marine, de Bordeaux, il devient médecin militaire et choisit la Coloniale. Après 3 ans comme Médecin en Afrique occidentale, où il découvre et apprécie la culture Africaine, il rejoint les troupes Françaises en guerre pendant laquelle il fait son devoir et où son courage lui vaut diverses citations et médailles. Il est promu Médecin Major et affecté en septembre 1919 à l'Hôpital de Saïgon en Indochine, enfin en octobre 1920 à l'Hôpital de Beyrouth en Syrie.
En novembre 1921 il épouse Émilie Truc, la fille d'Hermentaire Truc, un chirurgien ophtalmo de Montpellier. En 1924 il présente une thèse scientifique soutenue en Sorbonne. En 1928 il est nommé Chef de Clinique Ophtalmologique. Ses qualités d'esprit et de cœur sont reconnues. En 1931 il est reçu 1er à l'Agrégation et devient le Pr Charles Dejean chirurgien ophtalmo à Montpellier. En 1938 il est nommé Professeur de Clinique titulaire de la chaire d'ophtalmologie de la faculté de médecine de Montpellier. Son enseignement est particulièrement apprécié par les étudiants. Lauréat de l'Académie des Sciences et des Lettres en 1931, il devient membre de l'Académie section Médecine (siège XXVI) en 1962,.
Il est investi dans la prise en charge des personnes malvoyantes au travers des « Écoles Ateliers des Aveugles » fondé par Hermentaire Truc) à Montpellier, devenu l'Association « Valentin Hauy ».
Il est notamment le fondateur de la Faculté de Médecine de Vientiane au Laos,.
Il meurt le 23 janvier 1975 à Montpellier.

## Principaux ouvrages
- 1917 : Les dos bleus -Témoignage de guerre 14-18 (lecture audio)
- 1924 : Origine collagène et Développement du corps vitré et de la zonule de Zinn dans l'œil des vertébrés
- 1928 : Contribution à l'étude du précancer
- 1929 : Laboratoire et Ophtalmologie. Anatomie pathologique. Hématologie. Immunologie, Bactériologie, Parasitologie
- 1932 : L'Acétylcholine dans la migraine ophtalmique
- 1933 : Deux cas d'hémianopsie chiasmatique consécutive à des traumatismes craniens non pénétrants avec syndrome commotionnel tardif, de J Bonnahon avec Charles Dejean.
- 1936 : Les Maladies des fosses nasales, avec la collaboration des professeurs J. Delmas, J. Margarot, P. Lamarque et de MM. A. Debidour, Ch. Dejean, H.-L. Guibert, J. Tarneaud, de Jean Terracol et autre(s) avec Charles Dejean (1888-1975) comme collaborateur
- 1946 : Tuberculoses inapparentes
- 1948 : avec J. Ferrié, La Tuberculose atypique de l'appareil visuel
- 1958 : Ch. Dejean, Fr. Hervouët, G. Leplat, L'Embryologie de l'oeil et sa tératologie
- 1970 : Trois ans sous les tropiques africains, 42 p.

## Conférences
Publication au Bulletin de l'Académie des sciences et lettres de Montpellier :
- Les merveilleuses sculptures des temples d'Angkor[24]
- La vie d’un médecin en Afrique tropicale (1913-1916)[25]

## Citations
- Ordre général no 110 des Troupes de l'Afrique Occidentale Française (AOF) du 13 novembre 1916 (C.A. Corps d’Armée) : « A montré le plus grand sang-froid dans toutes les circonstances, et en particulier au combat de Tinnalaback où il a pris le commandement de la face la plus menacée par l’attaque de la cavalerie Touareg. A pris part à toutes les reconnaissances effectuées dans l'Oudala(n) où il a donné les preuves d’énergie et d’endurance. Il a toujours exercé ses fonctions de médecin avec beaucoup de conscience et de dévouement »[26]
- Ordre général du 2e C.A. (Corps d’Armée) Colonial no 124 R, du 3 juin 1917 : « D’un courage et d’un sang-froid remarquables, a pansé les nombreux blessés des 2 Bataillons. Est venu jusqu’en 1ère ligne visiter les blessés sous un bombardement des plus violents et malgré un barrage de mitrailleuse. A été pour les hommes un réconfort et un exemple de courage »[26]
- Ordre général no 588 de l'I.D.15 du 19 août 1918 : « Médecin d’une haute valeur professionnelle, d’un dévouement inlassable. Le 8 août s’est dépensé sans compter, donnant ses soins aux blessés sous les feux des mitrailleuses et obtenant par son exemple personnel un effort extraordinaire de ses brancardiers »[26]
- Ordre général no 420 de la 15e D.I.C. (Division d’Infanterie Coloniale) du 26 septembre 1918 : « Médecin d’un dévouement, d’un courage, d’une activité admirables. Au cours de l’attaque du 11 septembre 1918, est allé à plusieurs reprises ramasser des blessés sous le feu meurtrier des mitrailleuses ennemies »[26]
- Ordre général no 1303 de la 18e D.I. (Division d’Infanterie) du 29 novembre 1918 : « Médecin d’un courage calme qui a fait l’admiration de tous. Aux cours des combats des 8, 9, 10 et 11 octobre, a pansé de très nombreux blessés sous les bombardements les plus violents et les feux de mitrailleuses »[26]

## Médailles
- Médaille Coloniale avec agrafe A.O.F. (Afrique Occidentale Française)[7]
- Croix de guerre, étoile vermeil, étoile bronze, 2 étoiles argent[7]
- Chevalier de la Légion d’Honneur[7]